# 内田祥一
内田 祥一（うちだ しょういち、1980年1月20日 - ）は、日本のプロレスラー。

## 経歴
- 2003年10月、大阪プロレスに入門。
- 2004年11月3日、大阪プロレス松下IMPホール大会でラ・内田として対ゴア戦でデビュー。リングネームは一般公募された中から選ばれたものである。
- 2007年5月、大阪プロレスを退団してリングネームを内田祥一に改名。
- 2008年4月、大阪に自身が経営する「Shot Bar B.B.B」がオープン。
- 2013年9月1日、道頓堀プロレスに入団。
- 2014年9月1日、ダブプロレスに移籍。

## 得意技
ダイビングヘッドバット
スタイルズクラッシュ
デスバレーボム
バックフリップ

## 入場曲
- 大正ロマン（悲し上）

## タイトル歴
- DOVE世界ヘビー級王座
- MFM王座
- 千葉6人タッグ王座
- WDW6人タッグ王座